# Irod cel Mare
Irod cel Mare (n. 74 î.Hr./73 î.Hr., Idumeea - d. 4 î.Hr, Ierihon, Iudeea), de asemenea cunoscut drept Irod și Irod I, a fost regele Iudeei (între 37 - 4 î.Hr.) și subordonat Romei. Irod este cunoscut pentru amplele sale proiecte din Ierusalim și din alte părți ale lumii antice, inclusiv reconstrucția celui de-al Doilea Templu din Ierusalim, cunoscut și ca „Templul lui Irod”. Detalii ale biografiei sale au fost consemnate în secolul I d.Hr. de istoricul romano-iudeu Iosephus Flavius.
În Biblie este menționat că ar fi ordonat uciderea tuturor pruncilor sub 2 ani la Betleem, descrisă în capitolul 2 din Evanghelia după Matei, eveniment despre care biografii recenți ai lui Irod sunt în mare majoritate (cu excepția lui Stewart Perowne) de acord că nu s-a petrecut în mod real.

## Date biografice
- Edomit, s-a născut în anul 74 î.Hr. (în Idumeea).
- fost guvernator al Galileei între anii 43-40 î.Hr. (între anii 40-37 î.Hr. Palestina a fost ocupată temporar de parți).
- rege al Iudeii (vasal Romei) între anii 37-4 î.Hr.
- a avut 10 soții și mai mulți copii (una dintre soții a aparținut familiei Macabeilor); pe 3 dintre copiii săi i-a ucis, între anii 7-4 î.Hr.
- Irod cel Mare este acel rege amintit în „Evanghelia lui Matei” ca Irod care ar fi ordonat uciderea tuturor pruncilor sub 2 ani la Bethleem; imediat după urcarea sa pe tron, cunoscând profețiile, Irod cel Mare ar fi ordonat distrugerea registrelor cu date genealogice ale urmașilor prezumtivi ai regelui David.
După moartea regelui Irod cel Mare în anul 4 î.Hr, împăratul roman Augustus (19 î.Hr.-14 d.Hr.) a împărțit fostul regat evreu Iudeea între 3 dintre copiii lui Irod cel Mare: Irod Antipa (cu titlu de tetrarh), Philippus (tot cu titlu de tetrarh) și Archelaus (cu titlu de etnarh). Un alt fiu, cu același prenume (Philippus), a fost tatăl vestitului personaj feminin Salomeea.
Irod cel Mare a construit cetăți noi și a refăcut într-un mod în aparență mai impunător, «Al Doilea Templu » din Ierusalim (cel ridicat de Ezra și Nehemia pe locul primului „Templu Solomonian”). Câțiva membri ai familiei sale sunt înmormântați în Necropola Herodienilor, aflată la circa 500 m sud-vest de zidul Ierusalimului și de Poarta Jaffa.
Se presupune că ruinele mormântului lui Irod cel Mare însuși, îngropat în cetatea Herodion (la câțiva km sud-est de Ierusalim), au fost descoperite în primăvara anului 2007 de către echipa arheologului israelian Ehud Netzer.

## Literatură
- Ernst Baltrusch: Herodes. König im Heiligen Land. C. H. Beck, München 2012, ISBN 978-3-406-63738-4 (recenzie științifică).
- Debora Gerstenberger: Herodes, einer der „allerlasterhafftigsten“ Könige. Herodes der Große in deutschen enzyklopädischen Lexika des 18. Jahrhunderts. In: Gymnasium (Zeitschrift). Band 13, Nr. 3, 2006, ISSN 0342-5231, S. 253–276.
- Linda-Marie Günther (Editor): Herodes und Jerusalem. Steiner, Stuttgart 2009, ISBN 978-3-515-09260-9.
- Linda-Marie Günther: Herodes der Große. Wissenschaftliche Buchgesellschaft, Darmstadt 2005, ISBN 3-534-15420-7 (recenzie științifică).
- David M. Jacobson, Nikos Kokkinos (Hrsg.): Herod and Augustus. Papers Presented at the IJS Conference, 21st–23rd June 2005 (= IJS Studies in Judaica. Band 6). Brill, Leiden 2009, ISBN 978-90-04-16546-5.
- Ehud Netzer: Die Paläste der Hasmonäer und Herodes’ des Großen. Zabern, Mainz 1999, ISBN 3-8053-2011-6.
- Boris Repschinski: Herodes der Große. In: Josef Hainz, Martin Schmidl, Josef Sunckel (Hrsg.): Personenlexikon zum Neuen Testament. Patmos, Düsseldorf 2004, ISBN 3-491-70378-6, S. 99–102.
- Markus Sasse: Geschichte Israels in der Zeit des Zweiten Tempels. Historische Ereignisse, Archäologie, Sozialgeschichte, Religions- und Geistesgeschichte. 2. Auflage. Neukirchener, Neukirchen-Vluyn 2009, ISBN 978-3-7887-1999-9.
- Abraham Schalit: Herodes. Der Mann und sein Werk. 2. Auflage. De Gruyter, Berlin 2001, ISBN 3-11-017036-1.
- Manuel Vogel: Herodes. König der Juden, Freund der Römer. Evangelische Verlagsanstalt, Leipzig 2002, ISBN 3-374-01945-5.

- Florian Weber: Herodes – König von Roms Gnaden? Herodes als Modell eines römischen Klientelkönigs in spätrepublikanischer und augusteischer Zeit. Logos, Berlin 2003, ISBN 3-8325-0308-0 (recenzie științifică).